# 77e cérémonie des Tony Awards
La 77e cérémonie des Tony Awards a eu lieu le 16 juin 2024 au David H. Koch Theater. Elle récompense les réalisations dans les productions de Broadway au cours de la saison 2023-2024. Ariana DeBose a été l'hôte de la cérémonie principale pour la troisième année consécutive.
The Outsiders a remporté le prix de la meilleure comédie musicale. Stereophonic a remporté le prix de la meilleure pièce et le plus grand nombre de récompenses de la soirée. Pour la première fois dans l'histoire de la cérémonie, les huit gagnants dans les catégories de performance recevaient le prix pour la première fois, six d'entre eux gagnant pour leur première nomination.

## Cérémonie
Pluto TV a diffusé l'émission préalable à la cérémonie The Tony Awards: Act One, animée par Julianne Hough et Utkarsh Ambudkar.

### Spectacle principal
- Taraji P. Henson – présente le prix du meilleur acteur dans une pièce de théâtre
- Danai Gurira – présente une performance d'Alicia Keys, Jay-Z et le casting de Hell's Kitchen
- Jesse Tyler Ferguson – présente le prix de meilleur acteur vedette dans une pièce de théâtre
- Pete Townshend – présente une performance du casting de Tommy de The Who
- Taylor Tomlinson et Wendell Pierce – présente le prix de la meilleure actrice dans une pièce de théâtre
- Ashley Park et Renée Elise Goldsberry – présente le prix de la meilleure mise en scène d'une pièce de théâtre et celui de la meilleure mise en scène d'une comédie musicale
- Patrick Wilson – présente une performance de la troupe de Water for Elephants
- Anthony Ramos et Ben Platt – présentent le prix du meilleur acteur dans une comédie musicale et meilleure actrice dans une comédie musicale
- Julianne Hough – présente une performance du casting d'Illinoise
- Utkarsh Ambudkar – présente la meilleure musique
- Andrew Rannells et Josh Gad (dans les rôles de "Doug" et "Bud" de Gutenberg! The Musical!) – ont présenté Jim Parsons
- Jim Parsons – présente le prix de la meilleure reprise d'une pièce
- Audra McDonald, Bebe Neuwirth et Brian Stokes Mitchell – rendent un hommage spécial à Chita Rivera, décédée plus tôt en 2024 à l'âge de 91 ans[6].
- Tamara Tunie – présente Nate Burleson et Solomon Thomas
- Nate Burleson et Solomon Thomas – présentent Jeffrey Wright
- Jeffrey Wright – présente le prix de la meilleure pièce
- Hillary Clinton – présente une performance du casting de Suffs
- Angelina Jolie – présente une performance du casting de The Outsiders
- Jennifer Hudson – présenté le prix de la meilleure reprise d'une comédie musicale
- Sean Hayes – présente le prix de la meilleure actrice dans une pièce de théâtre
- Brooke Shields – présentation de Nicole Scherzinger et de l'hommage « In Memoriam »
- Nick Jonas et Adrienne Warren – présentent le prix de la meilleure actrice dans une comédie musicale et du meilleur acteur dans une comédie musicale
- Cynthia Erivo et Idina Menzel – présentent le prix de la meilleure comédie musicale[7]

### Performances
Les comédies musicales, pièces de théâtre et artistes invités qui se sont produits pendant la cérémonie sont les suivants : 
- "The Gospel" / "Authors of Forever" / "Fallin'" / "Empire State of Mind (Part II) Broken Down" / "Empire State of Mind" – Hell's Kitchen (avec Alicia Keys et Jay-Z)
- "See Me, Feel Me" / "Pinball Wizard" – The Who's Tommy (avec Pete Townshend)
- "Second Transition" / "Old Friends" – Merrily We Roll Along
- "Anywhere/Another Train" / "The Road Don't Make You Young" – Water for Elephants
- "The Predatory Wasp of the Palisades Is Out to Get Us!" – Illinoise
- "Masquerade" – Stereophonic[8],[9]
- "Wilkommen" – Cabaret at the Kit Kat Club
- "Keep Marching" – Suffs
- "Tulsa '67" / "Grease Got a Hold" / "The Rumble" – The Outsiders
- "What I Did for Love" – Nicole Scherzinger (In Memoriam)[10]

## Palmarès
Les dates d'éligibilité aux Tony Awards pour la saison Broadway 2023-2024 étaient du 28 avril 2023 au 25 avril 2024. Les productions doivent répondre à toutes les autres conditions d'éligibilité telles qu'établies par l'American Theatre Wing et la Broadway League. Il existe 41 théâtres légitimes éligibles à Broadway dans lesquels une production doit être présentée pour être éligible à la prise en compte du prix. Les nominations pour les Tony Awards 2024 ont été annoncées le 30 avril 2024,,,.
| Meilleure pièce | Meilleure comédie musicale |
| --- | --- |
| - Stereophonic - Jaja's African Hair Braiding - Mary Jane - Mother Play - Prayer for the French Republic | - The Outsiders - Hell's Kitchen - Illinoise - Suffs - Water for Elephants |
| Meilleure reprise d'une pièce | Meilleure reprise d'une comédie musicale |
| - Appropriate - An Enemy of the People - Purlie Victorious | - Merrily We Roll Along - Cabaret at the Kit Kat Club - Gutenberg! The Musical! - The Who's Tommy |
| Meilleur acteur dans une pièce | Meilleure actrice dans une pièce |
| - Jeremy Strong – An Enemy of the People dans le rôle de Docteur Thomas Stockmann - William Jackson Harper – Uncle Vanya dans le rôle d'Astrov - Leslie Odom Jr. – Purlie Victorious dans le rôle de Purlie Victorious Judson - Liev Schreiber – Doubt: A Parable dans le rôle de Father Brendan Flynn - Michael Stuhlbarg – Patriots dans le rôle de Boris Berezovsky                                                             | - Sarah Paulson – Appropriate dans le rôle d'Antoinette "Toni" Lafayette - Betsy Aidem – Prayer for the French Republic dans le rôle de Marcelle Salomon Benhamou - Jessica Lange – Mother Play dans le rôle de Phyllis - Rachel McAdams – Mary Jane dans le rôle de Mary Jane - Amy Ryan – Doubt: A Parable dans le rôle de Sister Aloysius Beauvier |
| Meilleur acteur dans une comédie musicale | Meilleure actrice dans une comédie musicale |
| - Jonathan Groff – Merrily We Roll Along dans le rôle de Franklin Shephard - Brody Grant – The Outsiders dans le rôle de Ponyboy Curtis - Dorian Harewood – The Notebook dans le rôle de Noah Calhoun (older) - Brian d'Arcy James – Days of Wine and Roses dans le rôle de Joseph "Joe" Clay - Eddie Redmayne – Cabaret at the Kit Kat Club dans le rôle de Emcee                                                                 | - Maleah Joi Moon – Hell's Kitchen dans le rôle d'Ali - Eden Espinosa – Lempicka dans le rôle de Tamara de Lempicka - Kelli O'Hara – Days of Wine and Roses dans le rôle de Kirsten Arnesen-Clay - Maryann Plunkett – The Notebook dans le rôle d'Allison "Allie" Calhoun (adulte) - Gayle Rankin – Cabaret at the Kit Kat Club dans le rôle de Sally Bowles |
| Meilleur acteur de second rôle dans une pièce | Meilleure actrice de second rôle dans une pièce |
| - Will Brill – Stereophonic dans le rôle de Reg - Eli Gelb – Stereophonic dans le rôle de Grover - Jim Parsons – Mother Play dans le rôle de Carl - Tom Pecinka – Stereophonic dans le rôle de Peter - Corey Stoll – Appropriate dans le rôle de Beauregard "Bo" Lafayette | - Kara Young – Purlie Victorious dans le rôle de Lutiebelle Gussie Mae Jenkins - Quincy Tyler Bernstine – Doubt: A Parable dans le rôle de Mrs. Muller - Juliana Canfield – Stereophonic dans le rôle de Holly - Celia Keenan-Bolger – Mother Play dans le rôle de Martha - Sarah Pidgeon – Stereophonic dans le rôle de Diana |
| Meilleur acteur de second rôle dans une comédie musicale | Meilleure actrice de second rôle dans une comédie musicale |
| - Daniel Radcliffe – Merrily We Roll Along dans le rôle de Charley Kringas - Roger Bart – Back to the Future: The Musical dans le rôle de Doc Brown - Joshua Boone – The Outsiders dans le rôle de Dallas “Dally” Winston - Brandon Victor Dixon – Hell's Kitchen dans le rôle de Davis - Sky Lakota-Lynch – The Outsiders dans le rôle de Johnny Cade - Steven Skybell – Cabaret at the Kit Kat Club dans le rôle de Herr Schultz | - Kecia Lewis – Hell's Kitchen dans le rôle de Miss Liza Jane - Shoshana Bean – Hell's Kitchen dans le rôle de Jersey - Amber Iman – Lempicka dans le rôle de Rafaela - Nikki M. James – Suffs dans le rôle de Ida B. Wells - Leslie Rodriguez Kritzer – Monty Python's Spamalot dans le rôle de la Dame du Lac. - Lindsay Mendez – Merrily We Roll Along dans le rôle de Mary Flynn - Bebe Neuwirth – Cabaret at the Kit Kat Club dans le rôle de Fraulein Schneider |
| Meilleure mise en scène pour une pièce | Meilleure mise en scène pour une comédie musicale |
| - Daniel Aukin – Stereophonic - Anne Kauffman – Mary Jane - Kenny Leon – Purlie Victorious - Lila Neugebauer – Appropriate - Whitney White – Jaja's African Hair Braiding | - Danya Taymor – The Outsiders - Maria Friedman – Merrily We Roll Along - Michael Greif – Hell's Kitchen - Leigh Silverman – Suffs - Jessica Stone – Water for Elephants |
| Meilleure livret de comédie musicale | Meilleure partition originale |
| - Shaina Taub – Suffs - Kristoffer Diaz – Hell's Kitchen - Bekah Brunstetter – The Notebook - Justin Levine et Adam Rapp – The Outsiders - Rick Elice – Water for Elephants | - Suffs – Shaina Taub (musique et paroles) - Days of Wine and Roses – Adam Guettel (musique et paroles) - Here Lies Love – David Byrne et Fatboy Slim (musique et paroles) - Stereophonic – Will Butler - The Outsiders – Jamestown Revival (Zach Chance et Jonathan Clay) et Justin Levine (musique et paroles) |
| Meilleurs décors pour une pièce | Meilleurs décors pour une comédie musicale |
| - David Zinn – Stereophonic - dots – Appropriate - dots – An Enemy of the People - Derek McLane – Purlie Victorious - David Zinn – Jaja's African Hair Braiding | - Tom Scutt – Cabaret at the Kit Kat Club - AMP featuring Tatiana Kahvegian – The Outsiders - Robert Brill et Peter Nigrini – Hell's Kitchen - Takeshi Kata – Water for Elephants - David Korins – Here Lies Love - Tim Hatley et Finn Ross – Back to the Future: The Musical - Riccardo Hernández et Peter Nigrini – Lempicka |
| Meilleurs costumes pour une pièce | Meilleurs costumes pour une comédie musicale |
| - Dede Ayite – Jaja's African Hair Braiding - Dede Ayite – Appropriate - Enver Chakartash – Stereophonic - Emilio Sosa – Purlie Victorious - David Zinn – An Enemy of the People | - Linda Cho – The Great Gatsby - Dede Ayite – Hell's Kitchen - David Israel Reynoso – Water for Elephants - Tom Scutt – Cabaret at the Kit Kat Club - Paul Tazewell – Suffs |
| Meilleures lumières pour une pièce | Meilleures lumières pour une comédie musicale |
| - Jane Cox – Appropriate - Isabella Byrd – An Enemy of the People - Amith Chandrashaker – Prayer for the French Republic - Jiyoun Chang – Stereophonic - Natasha Katz – Grey House | - Hana S. Kim et Brian MacDevitt – The Outsiders - Brandon Stirling Baker – Illinoise - David Bengali et Bradley King – Water for Elephants - Isabella Byrd – Cabaret at the Kit Kat Club - Natasha Katz – Hell's Kitchen |
| Meilleur son pour une pièce | Meilleur son pour une comédie musicale |
| - Ryan Rumery – Stereophonic - Stefania Bulbarella et Justin Ellington – Jaja's African Hair Braiding - Leah Gelpe – Mary Jane - Tom Gibbons – Grey House - Will Pickens et Bray Poor – Appropriate | - Cody Spencer – The Outsiders - M. L. Dogg et Cody Spencer – Here Lies Love - Kai Harada – Merrily We Roll Along - Nick Lidster for Autograph – Cabaret at the Kit Kat Club - Gareth Owen – Hell's Kitchen |
| Meilleure chorégraphie | Meilleure orchestration |
| - Justin Peck – Illinoise - Camille A. Brown – Hell's Kitchen - Shana Carroll et Jesse Robb – Water for Elephants - Jeff Kuperman et Rick Kuperman – The Outsiders - Annie-B Parson – Here Lies Love | - Jonathan Tunick – Merrily We Roll Along - Adam Blackstone et Tom Kitt – Hell's Kitchen - Will Butler et Justin Craig – Stereophonic - Matt Hinkley, Justin Levine et Jamestown Revival (Zach Chance et Jonathan Clay) – The Outsiders - Timo Andres – Illinoise |

## Autres récompenses
Les lauréats de trois prix Special Tony Award incluent Alex Edelman pour ses « débuts exemplaires » dans son spectacle solo Just for Us, Abe Jacob pour ses contributions à la conception sonore moderne au théâtre et Nikiya Mathis pour sa conception de cheveux et de perruque pour la pièce Jaja's African Hair Braiding. Les lauréats des Tony Honors for Excellence in Theatre cette année sont le concepteur de projection scénique Wendall K. Harrington, la directrice exécutive d'ASU Gammage et membre de la Broadway League Colleen Jennings-Roggensack, la présidente sortante du conseil d'administration de Playwrights Horizons Judith O. Rubin, la Dramatists Guild Foundation et le Samuel J. Friedman Health Center for the Performing Arts. Billy Porter est le lauréat 2024 du prix Isabelle Stevenson pour son activisme au sein de la communauté LGBTQIA+ , notamment auprès de la Elizabeth Taylor AIDS Foundation et de l'Entertainment Community Fund. Les réalisateurs Jack O'Brien et George C. Wolfe ont reçu des prix spéciaux Tony pour l'ensemble de leur carrière au théâtre. Le Wilma Theater de Philadelphie est le lauréat 2024 du Regional Theatre Tony Award. Le lauréat du prix Excellence in Theatre Education Award est CJay Philip, fondateur et directeur créatif de Dance & BMore à Baltimore, Maryland.